# Kątna
Kątna – wieś w Polsce położona w województwie dolnośląskim, w powiecie wrocławskim, w gminie Długołęka.

## Podział administracyjny
W latach 1975–1998 miejscowość administracyjnie należała do województwa wrocławskiego.

## Atrakcje turystyczne
W Kątnej znajduje się barokowy dwór z pierwszej połowy XVIII w. Budynek był przebudowywany w XIX w. i w latach 1934-1935.